# 12614 Hokusai
12614 Hokusai è un asteroide della fascia principale. Scoperto nel 1960, presenta un'orbita caratterizzata da un semiasse maggiore pari a 2,1844277 UA e da un'eccentricità di 0,2165046, inclinata di 4,45025° rispetto all'eclittica.